# Okaaibeek
De Okaaibeek is een beek die ontspringt in de omgeving van de vijver van de pastorij van Hekelgem (dicht bij de dorpskern) op een hoogte van 50 meter boven de zeespiegel. Ze slingert zich over 12 kilometer in zuidelijke richting, waarbij ze op de grens tussen Teralfene en Essene uitmondt in de Bellebeek (een weinig stroomafwaarts voorbij de Bellemolen). Zo is de Okaaibeek de beek die het meest stroomafwaarts in de hoofdloop uitmondt van de andere Noordelijke zijbeken van de Bellebeek. De beek wordt echter nog steeds als open riool gebruikt waardoor zij verontreinigd is.

## Geschiedenis
Zonder twijfel is de Okaaibeek een belangrijk element geweest in de streek waarrond menselijke bedrijvigheid zich ontwikkelde. Rond de bron van de Okaaibeek is de oude dorpskom van Hekelgem ontstaan. Zo is water altijd een onmisbaar element geweest in het leven van de mens, nederzettingen werden geplaatst dicht bij waar water voorhanden is. Later kwam hier ook nog een kerk en een pastorie bij. De vijver rond deze pastorie en de dam werden aangelegd door de Abdij van Affligem.
De Okaaibeek werd ter hoogte van de E40 omgelegd en loopt ze niet meer in haar oorspronkelijke bedding. De reden hiervoor is ook bij de heemkundigen onbekend. In de 12e eeuw werd de loop van de Bellebeek gewijzigd, een van de mogelijkheden is dat de loop ook in diezelfde periode veranderd werd als saneringswerken van een drassig gebied.
De Okaaibeek heeft zijn naam ook verleend aan het Okaaigebied, een gebied met een gevarieerde fauna en flora met een golvend karakter en het uitzicht van een vallei aan de beek. Ten zuiden wordt het gebied doorkruist door de E40, die voor een sterke milieubelasting qua geluidshinder zorgt. Noordwestelijk vinden we nog een landbouwgebied terug.
De Okaaistraat kreeg zijn naam van het gebied ‘Okaai’, die de loop van de Okaaibeek dwarst ten zuiden van de Bellestraat. ‘Okaai’ verwijst naar een heidegebied.
De Okaaibeekvallei is nog steeds een van de weinige ecosystemen met potentiële natuurwaarden die nog overblijven in Affligem. Ondanks de kleine oppervlakte gaat het om een onvervangbare biotoop met unieke flora en fauna die met verdwijning bedreigd zijn. Een van de beschermde soorten is de plant: moeraswespenorchis. Het gebied wordt daarom op de Biologische Waarderingskaart (BWK) van België als waardevol tot zeer waardevol gecategoriseerd, waaruit blijkt dat het dringend aan bescherming toe is. Een informatiebrochure werd uitgebracht door verkeer en milieu Affligem, genoemd ‘De Okaaibeekvallei’.